# Linden (Tennessee)
Linden is een plaats (town) in de Amerikaanse staat Tennessee, en valt bestuurlijk gezien onder Perry County.

## Demografie
Bij de volkstelling in 2000 werd het aantal inwoners vastgesteld op 1015.
In 2006 is het aantal inwoners door het United States Census Bureau geschat op 990, een daling van 25 (-2,5%).

## Geografie
Volgens het United States Census Bureau beslaat de plaats een oppervlakte van
2,5 km², geheel bestaande uit land. Linden ligt op ongeveer 174 m boven zeeniveau.

## Plaatsen in de nabije omgeving
De onderstaande figuur toont nabijgelegen plaatsen in een straal van 32 km rond Linden.